# Lo strano caso del dottor Jekyll e del signor Hyde (Carmelo Bene)
Lo strano caso del dottor Jekyll e del signor Hyde è un'opera teatrale di Carmelo Bene andata in scena al teatro La Borsa di Arlecchino di Genova nel 1961, tratta dall'omonimo romanzo di Robert Louis Stevenson.

## Trama

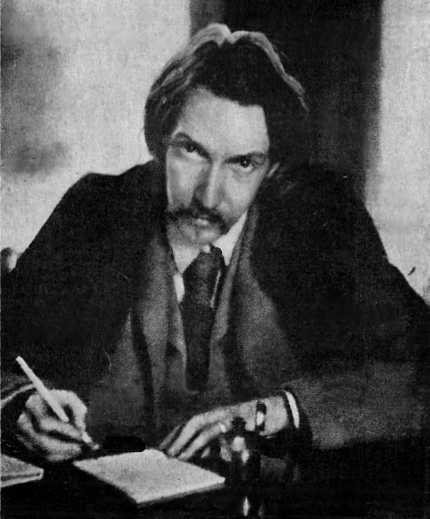
Ritratto di Stevenson

Tratto dal romanzo omonimo di Stevenson, Carmelo Bene impersona sia Henry Jekyll che il suo alter ego Edward Hyde in un solo monologo. Il dottor Jekyll, affetto da crisi, spiega di aver voluto trovare una cura adatta per l'invecchiamento. Bevendo quella magica pozione, egli diventava più giovane e più forte, divenendo però un mostro di cattiveria: Edward Hyde. Egli, sotto quelle spoglie, commetteva delitti ed malmenava anche bambini, conquistandosi l'odio di tutta Londra. Tuttavia quell'effetto era ancora controllabile, perché Edward Hyde moriva quasi subito dopo aver commesso un delitto, tornando ad essere il dottor Jekyll. Dopo aver bevuto per un'ultima volta la sua magica pozione, Jekyll cominciò a prendere coscienza degli effetti devastanti di Mr. Hyde e così, spaventato anche per cosa avrebbero potuto pensare anche i suoi amici, decide di lasciar perdere le sue ricerche. Ma l'infuso che aveva ingerito per la prima volta ormai ha preso il sopravvento sulla persona di Jekyll, che ora è lui ed in altri momenti diventa ancora il terribile Mr. Hyde. Sconvolto da questi continui cambiamenti di personalità, Jekyll, ormai più simile al suo nemico Hyde, decide di uccidersi con un veleno.

## Accoglienza
In seguito al successo della prima genovese del suo Caligola, Carmelo Bene racconta nelle sue due autobiografie, come a Genova gli riuscisse di allestire ben tre spettacoli contemporaneamente: Lo strano caso del dottor Jekyll e del signor Hyde, il Caligola e Tre atti unici di Marcello Barlocco.
Dopo questo successo ottenuto nella città ligure, l'edizione romana de Lo strano caso del dottor Jekyll e del signor Hyde tenutasi al Ridotto dell'Eliseo fu un vero fiasco, con una quasi totale assenza di pubblico, secondo quanto racconta Giuliana Rossi, in quanto gli habitué di quel teatro erano frequentatori di un genere poliziesco, tutt'altro che sperimentale o avanguardastico. L'insuccesso continuerà, ma per ragioni diverse, con la successiva rappresentazione teatrale: Gregorio: cabaret dell'800.